# معتمدية نفطة
معتمدية نفطة إحدى معتمديات الجمهورية التونسية، تابعة لولاية توزر.

### مواضيع ذات علاقة
- ولاية توزر.